# Andrea Pisano
Andrea Pisano  ook Andrea da Pontedera genoemd (Pontedera 1290 ca. - Orvieto, 1348) is een Italiaans beeldhouwer en architect.

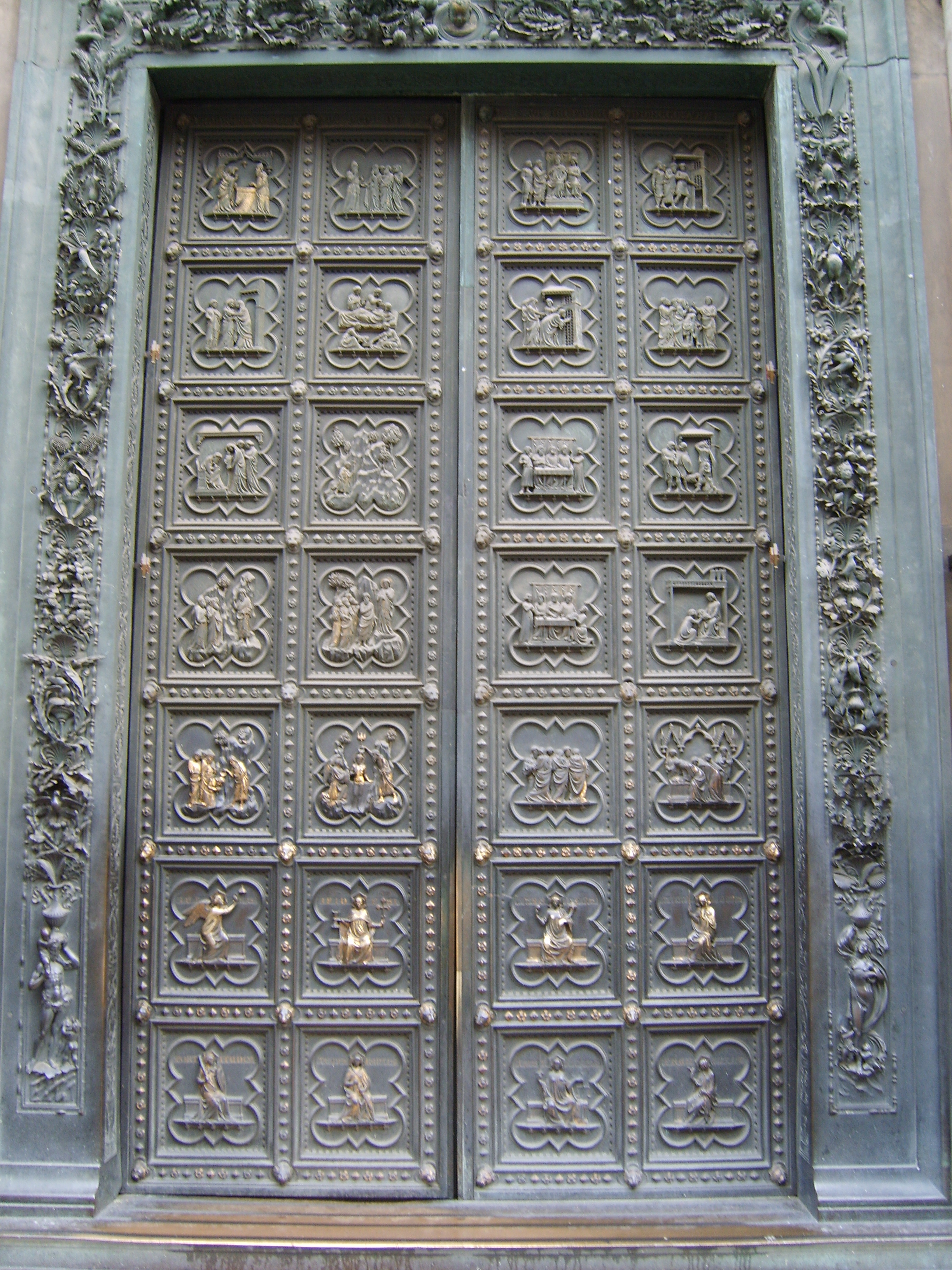
Zuidportaal van het Baptisterium in Florence

Andrea ontvangt in 1329 commissie voor de eerste deur van het zuidportaal van de doopkapel Baptisterium in Florence. De opdracht tot het vervaardigen van deze bronzen deuren was een poging om het rivaliserende Pisa, dat trots was op haar bronzen deuren van de Kathedraal van Pisa, de loef af te steken. De deuren verhalen over 20 scènes uit het leven van Johannes de Doper en 8 afbeeldingen over Deugden. Een aantal personages in de panelen van de deuren werden verguld; iets nieuws in die tijd. De deuren werden in 1336 aangebracht. In de panelen is de invloed van Giotto duidelijk merkbaar.
Na de dood van Giotto in 1337 nam Andrea de architectuur over van de Campanile van de Santa Maria del Fiore en voltooide deze tezamen met Francesco Talenti. Ook heeft hij, samen met Luca della Robbia en Andrea Orcagna een aantal reliëfs gemaakt. Boven de sokkel van de campanile bevindt zich een beeldencyclus van Donatello en van hem.
In 1347 was hij opzichter bij de bouw van de kathedraal van Orvieto (Duomo di Orvieto) en werkte hij aan de façade van deze kathedraal.
De beeldhouwwerken van zijn hand, waaronder de panelen van het zuidportaal van het Baptisterium, tonen naast een overname van gotische decoratiemotieven ook een toenemende correcte weergave van de menselijke anatomie.